# Tyskertøs
Tyskertøs, tyskerpige, feltmadras, tyskerluder, syfilishoppe er nedsættende betegnelser for kvinder i Danmark og Norge, der under 2. verdenskrig indledte intime forhold med soldater fra de tyske besættelsestropper. Pigerne var hadet som forrædere, kollaboratører og modstandere af modstandsbevægelsen. De illegale aviser angreb dem på lige fod med værnemagere og stikkere ofte med navn og adresse. Cirka 300 tyskerpiger blev dømt for angiveri (stikkeri: at give en myndighed besked om at nogen har begået noget ulovligt).
Man tog ikke hensyn til at de unge piger kunne blive forelsket i de tyske soldater.
Hverken den tyske eller danske stat gjorde den intime omgang mellem de danske piger og de tyske soldater ulovlig.
En procent af den danske befolkning ville have pigerne henrettet, 20% ville have dem fængslet, men størstedelen mente, at de skulle mærkes som jøderne.
Det anslås, at der var mellem 40.000 - 60.000 tyskerpiger i Danmark, og cirka 5.500 børn blev født som resultat af disse forhold, men det anslås uofficielt, at der var omkring 12.000. Mange blev adopteret af familien. Børnene blev udpeget som horeunger eller tyskerunger.
Efter besættelsen blev pigerne chikaneret og ydmyget – ofte ved offentlig udstilling, ved at blive klædt af og få klippet håret af. Som i de fleste andre besatte lande. Den almindelige holdning var ofte, at pigerne var grimme, mindre begavede, løsagtige og halv prostituerede. Kvinder og mænd, der sympatiserede med nazismen, blev chikaneret efter krigen.

### Notater
1. ↑  12-årige piger havde sex med tyske soldater Danmarks Radio, 5. juli 2006
2. ↑  "besaettelse-befrielse.dk Leksikon Tyskerpiger". Arkiveret fra originalen 8. august 2011. Hentet 4. november 2011.

### Foredrag
- Hellmut Seifert Toftdahl: Det skulle jo gerne hedde sig.